# Esporte Clube Pinheiros
|  | No s'ha de confondre amb Esporte Clube Pinheiros (PR). |

L'Esporte Clube Pinheiros és un club esportiu brasiler de la ciutat de São Paulo.
El club va ser fundat el 7 de setembre de 1899 per immigrants alemanys amb el nom Sport Club Germânia. Durant el curs de la Segona Guerra Mundial, el 1941, canvià el seu nom per Pinheiros.

## Seccions

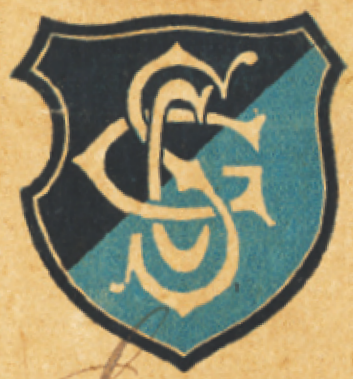
Logo del SC Germânia cap el 1909.

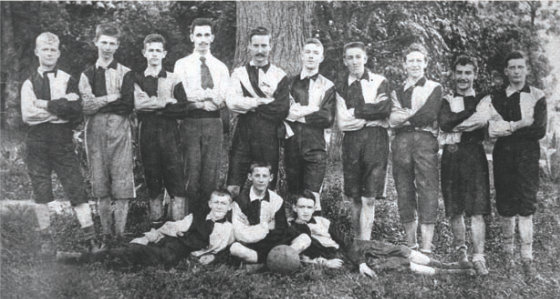
Equip de futbol del Germania.

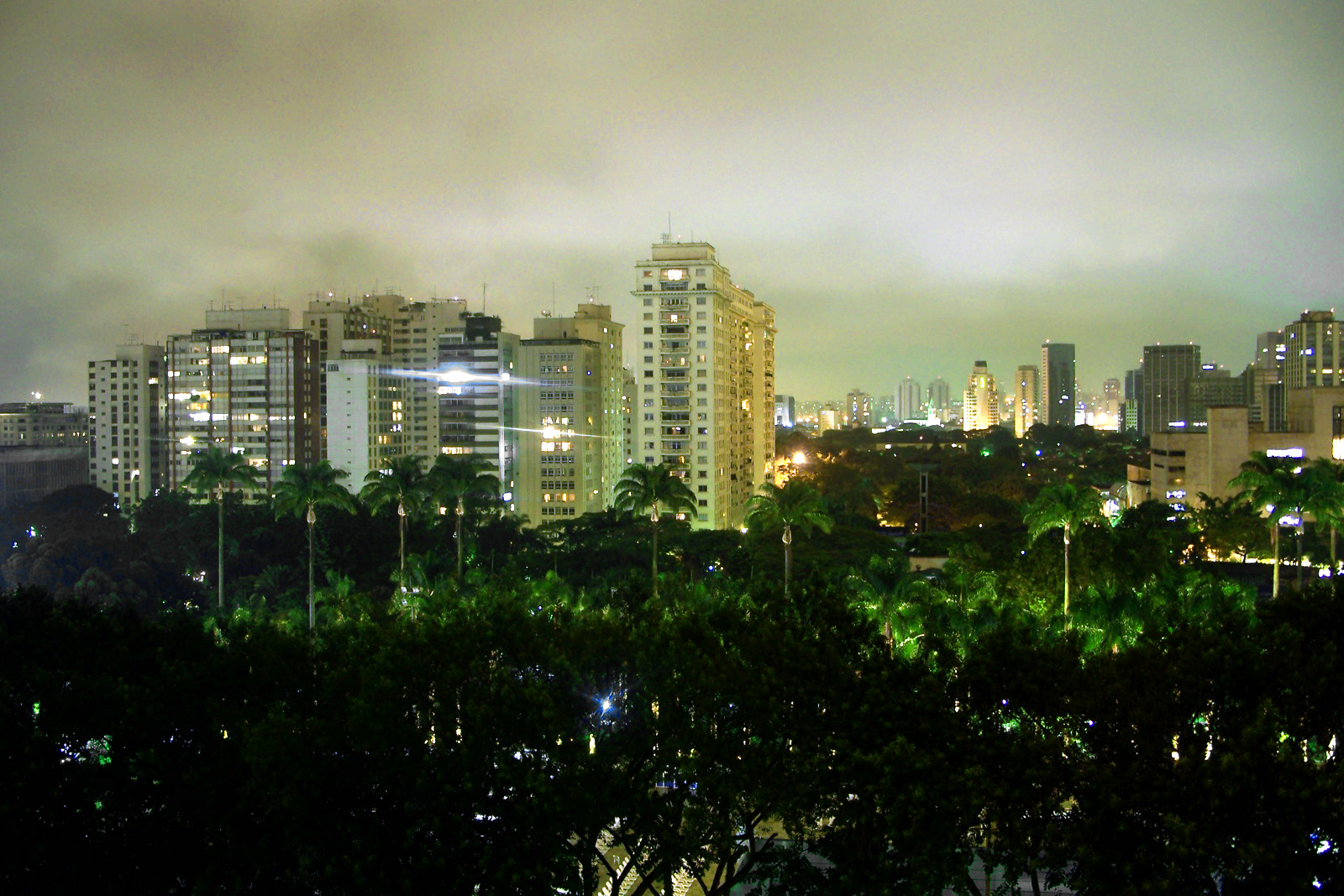
Vista nocturna dels terrenys del club.

### Handbol
Ha estat 30 cops campió paulista fins al 2016, i cinc cops campió brasiler, fins al 2015. També ha estat dos cops campió Pan-americà fins al 2017.
En categoria femenina fou campió nacional el 2016.

### Judo
Als Jocs Olímpics de 1984 a Los Angeles Douglas Vieira guanyà la medalla d'argent. El 2008 Leandro Guilheiro guanyà la medalla de bronze. A Londres 2012 Rafael Silva guanyà la medalla de bronze.

### Natació
Manuel dos Santos guanyà en 100 m lliures el bronze als Jocs Olímpics de 1960 a Roma. Gustavo Borges guanyà quatre medalles entre 1992, 1996 i 2000.
César Cielo fou medalla d'or el 2008 a Beijing.

### Tennis

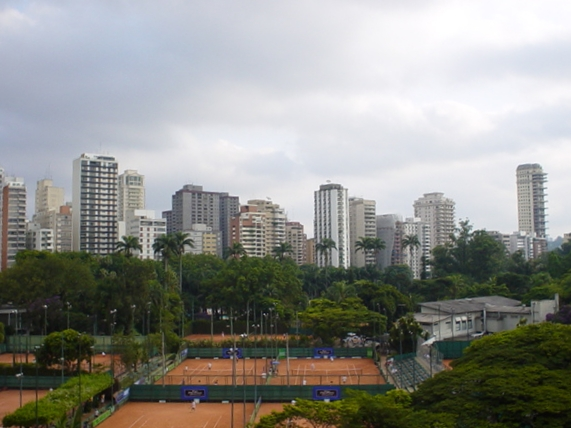
Vista de les pistes de tennis.

L'any 1903, el SC Germânia construí les seves primeres pistes de tennis. Fou fundador de la Federação Paulista de Tênis. El club ha estat diversos cops seu de la Copa Davis, com davant l'Índia el 2010. El 1956, Ingrid Metzner fou la primera tennista brasilera en participar a Wimbledon.

### Voleibol
L'equip femení juga a la superlliga brasilera. En unió amb la Universidade Presbiteriana Mackenzie ha format l'equip Pinheiros/Mackenzie.

### Atletisme
La secció d'atletisme és activa des dels inicis del club. El 1924 el club fou fundador de la Federação Paulista de Atletismo. João Carlos de Oliveira guanyà el bronze en triple salt als Jocs Olímpics de 1976 a Montreal i el 1980 a Moscou.

### Waterpolo
El waterpolo es juga dins del club des de 1949. El 2004, el Pinheiros guanyà la copa del Brasil, i el 2008 la primera edició de la lliga nacional, la Liga Nacional de Pólo Aquático.

## Palmarès

### Futbol
- Campionat paulista (2): 1906, 1916